# Поддубная, Ирина Владимировна
Ирина Владимировна Поддубная  (род. 4 ноября 1941 года) — российский специалист в области онкогематологии, академик РАН, член-корреспондент РАМН, доктор медицинских наук, профессор, заведующая кафедрой онкологии Российской медицинской академии непрерывного профессионального образования.
28 апреля 2005 года избрана член-корреспондентом Российской академии медицинских наук отделения клинической медицины по специальности «Онкогематология», а 28 октября 2016 — академиком Российской академии наук, Отделения медицинских наук (онкогематология). Профессиональная деятельность Ирины Поддубной направлена на изучение злокачественных лимфом.